# 长喙厚朴
长喙厚朴（学名：Magnolia rostrata）是木兰科木兰属的植物。分布于缅甸以及中国大陆的云南、西藏等地，生长于海拔2,100米至3,000米的地区，常生于山地阔叶林中，目前尚未由人工引种栽培。

## 别名
大叶木兰（中国植物学杂志）